# 은행동 (성남시)
은행동(銀杏洞)은 대한민국 성남시 중원구의 법정동이다.

## 개요
은행동의 명칭 유래는 ‘은행정’(銀杏亭)에서 유래한다. 은행시장 뒷편에 수고 30m, 둘레 6m, 수령 약 300년 가량의 은행나무가 있어, 여름이면 정자나무의 역할을 하기 때문에 ‘은행정’이라 불리는데 ‘으능쟁이’·‘은행쟁이’라고도 한다. 은행동은 바로 이 은행나무에서 그 명칭이 유래한다.

### 역사
은행동은 1975년 7월 1일 성남시조례 제70호에 의하여 단대동의 은행정이를 갈라 은행동이라 칭하고 1979년 9월 15일 분동하여 은행1동이 되었다. 그 후 1989년 중원구에 편입되었다.
수정구 양지동이 은행3동으로 은행동에 편입된 적 있다.

## 법정동
- 은행동

## 교육 기관
- 중부초등학교
  - 중부초등학교 병설유치원
- 상원초등학교
  - 상원초등학교 병설유치원
- 성남은행초등학교
  - 성남은행초등학교 병설유치원
- 은행중학교

## 주요 시설
- 남한산성공원
- 성남시식물원
- 은행근린공원

## 주요 기관
- 성남중원경찰서 은행파출소